# Lutjanus vivanus
Lutjanus vivanus és una espècie de peix de la família dels lutjànids i de l'ordre dels perciformes present des de Carolina del Nord (Estats Units) i Bermuda fins a São Paulo (Brasil). És molt abundant a les Antilles i les Bahames.
És un peix marí de clima subtropical i associat als esculls de corall que viu entre 90-242 m de fondària.
Els mascles poden assolir 83 cm de longitud total.
Menja principalment peixos, gambes, crancs, gastròpodes, cefalòpodes, tunicats i urocordats.
La seua carn té fama d'ésser de bona qualitat i es comercialitza fresc.